# Sligachan
Sligachan est un petit village du Royaume-Uni, situé en Écosse, sur l'île de Skye.
La localité est connue pour ses deux ponts traversant la rivière Sligachan. L'un, moderne, supporte le passage de la route. Tout près, se trouve un pont « en gravats » à trois travées construit au début du XIXe siècle. On y trouve un point de vue panoramique sur les montagnes de Cuillin.
Sligachan se trouve à la jonction de la route reliant Broadford à Portree et de celle de Dunvegan. L'agglomération se résume essentiellement à un hôtel-pub.